# Íñigo d’Oña
Saint Íñigo d'Oña (en basque: Eneko ; en latin: Enecus, Ennecus, Innicus), né vers l’an 1000 à Calatayud et mort le 1er juin 1068 (ou 1071) à Oña, est un abbé du monastère Saint-Sauveur d'Oña. Canonisé en 1259 par le pape Alexandre IV, il est vénéré régionalement (au Pays basque) et liturgiquement commémoré le 1er juin. Il est le saint patron de la ville de Calatayud. À son baptême, Ignace de Loyola l'a reçu comme saint patron.

## Biographie

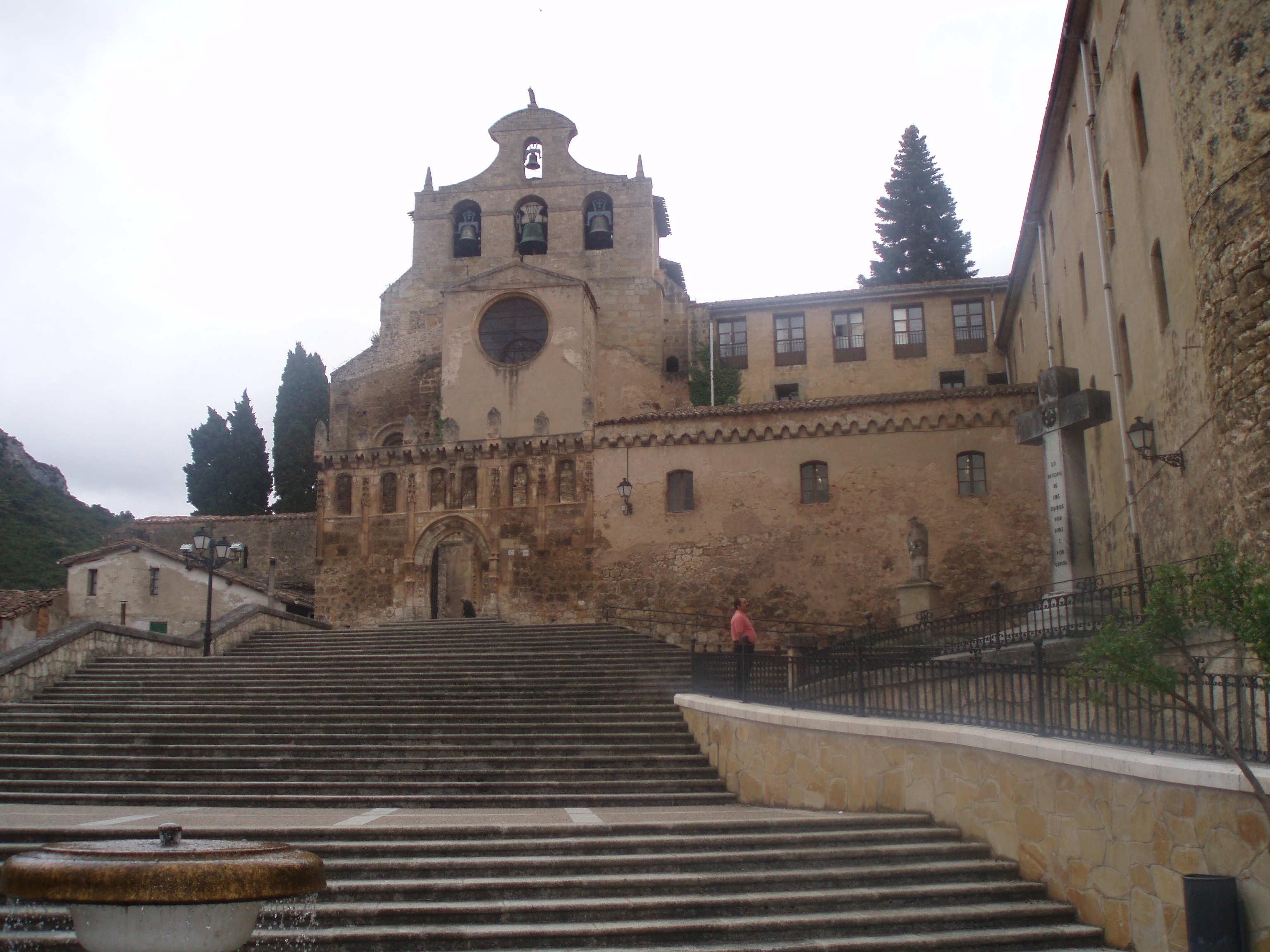
Église et monastère Saint-Sauveur d'Oña

Íñigo est né à Calatayud. Encore jeune il entre au monastère Saint-Jean de la Peña. Il y est ordonné prêtre. Mais spirituellement insatisfait, il se retire comme anachorète dans la solitude des montagnes de la région de Tobed et y acquiert une réputation de grande vertu et de thaumaturgie. Aussi Sanche III de Navarre le fait-il chercher pour le mettre à la tête du monastère d’Oña, dans la province de Burgos (en octobre 1034). Durant son abbatiat le monastère Saint Sauveur reçoit de García IV de Navarre la juridiction sur Saint Jean de Pancorvo (1046) et sur celles de San Juan, Santa Maria et San-Martin de Alfania (1048). Le monastère en devient un des plus prospères de la région.
Proche conseillé de Sanche III de Navarre il est également confesseur de son fils Garcia IV. Le 12 décembre 1052 l’abbé Íñigo assiste à la consécration de la nouvelle fondation faite par Garcia IV de Navarre du monastère Santa María la Real de Nájera. Avec Dominique de Silos, il intervint (en vain) pour prévenir un conflit fratricide qui aboutit à la bataille d'Atapuerca (1er septembre 1054) ; Garcia y perdit la  vie.  
Íñigo d'Oña meurt à Oña le 1er juin 1068 (ou 1071).

## Vénération
Très populaire dans la région, Íñigo d'Oña est canonisé par le pape Alexandre IV en 1259. Un reliquaire d’argent contenant ses reliques est préservé dans l’église de Oña. De nombreuses familles de la région donnent le prénom d'Íñigo à un de leurs fils, comme c’est le cas, à la fin du XVe siècle, des seigneurs de Loyola, dont le septième et dernier fils est baptisé Íñigo Lopez de Loyola. Ce sera le futur saint Ignace de Loyola.